# Vincent Schaefer
Pour les articles homonymes, voir Schaefer.
Vincent J. Schaefer, né le 4 juillet 1906 à Schenectady et mort le 25 juillet 1993 dans la même ville, est un chimiste et météorologue autodidacte américain qui fut l'un des pionniers de l’ensemencement des nuages pour la production artificielle des précipitations. Il passa une grande partie de sa carrière chez General Electric (GE), où il devint l'assistant du chimiste Irving Langmuir. Il fonda l’Atmospheric Sciences Research Center (ASRC) de l'université d'État de New York à Albany et est le détenteur de 14 brevets pour divers instruments reliés au givrage, à la détection de la foudre et à la mesure météorologique.

## Carrière

### Jeunesse
Vincent Schaefer est né le 4 juillet 1906 à Schenectady, N.Y. Après avoir quitté l'école à 15 ans pour subvenir aux besoins de sa famille, Scheafer fut engagé en 1922 comme apprenti opérateur de foreuse à colonnes chez General Electric (GE). À la fin de son cours en 1926, il devint usineur pour les laboratoires de recherche l'entreprise mais n'aimait pas particulièrement ce travail. Comme il affectionnait le grand air, il prit alors un cours par correspondance de l’Institute of Tree Surgery de Kent (Ohio) dans le but d'ouvrir une entreprise d'horticulture. Ayant quitté temporairement GE, il fut persuadé en 1929 par le surintendant du laboratoire de revenir au laboratoire comme modéliste. Il construisit des instruments pour Langmuir, célèbre pour avoir obtenu le prix Nobel de chimie, et Katharine Burr Blodgett. En 1932, Langmuir demanda à Schaefer de devenir son assistant de recherche car il démontra de bonnes aptitudes et une formation autodidacte. Il travailla ainsi avec l'équipe de GE sur les techniques de chimie, sur le microscope électronique, la polarisation, l'affinité de la glace avec différentes surfaces, les protéines, etc..

### Premier ensemencement des nuages
Pendant la Seconde Guerre mondiale, les laboratoires de GE s'étaient engagés dans la recherche militaire pour le gouvernement américain. Langmuir et Schaefer  travaillèrent sur des dispositifs tels qu'un générateur de fumée destiné à masquer les opérations militaires au regard de l'ennemi. Ils tentèrent également de résoudre le problème du givre qui se formait sur les ailes d'avion, un danger important pour l'aviation car il change la forme des ailes, influençant leur aérodynamique et menant à la perte contrôle de l'appareil. Langmuir et Schaefer ne possédaient pas de formation en météorologie mais cela les mena à étudier la physique des nuages. C'est au sommet mont Washington, dans le New Hampshire, lors de randonnées qu'ils réalisèrent, comme Tor Bergeron avant eux, que les gouttelettes dans les nuages restaient en grande partie sous forme liquide même à une température sous le point de congélation. Ils virent que la formation de cristaux de glace s'effectuait lorsque les gouttelettes rencontrait un objet solide comme un rocher et qu'il s'agissait là de l'un des principaux processus par lequel les gouttelettes surfondues peuvent se développer en particule suffisamment volumineuse pour tomber en précipitations.
De là leur vint à l'idée que, s'ils étaient capables de favoriser le gel des gouttelettes de nuages, ils pourrait augmenter la quantité de pluie. Dans une chambre froide à −20 °C à leur laboratoire, ils expérimentèrent avec certaines  particules et aérosols présent dans l'atmosphère pour savoir lesquels pourraient favoriser la glaciation. Les deux chercheurs expérimentèrent avec la suie, de la cendre volcanique, des sulfures, des silicates et finalement le graphite du sol sans grand succès. Alors que Langmuir s'était absenté du laboratoire, Schaefer décida de refroidir encore davantage l'air de la chambre froide en ajoutant un bloc de glace sèche à −78 °C. Le nuage de sa respiration se mit alors à luire et à scintiller dans la lumière prouvant la formation de cristaux de glace. Ceux-ci tombèrent au sol ayant la même forme en dendrites que la neige naturelle. Langmuir et Schaefer déterminèrent que l'eau surfondue cristallise par elle-même si la température atteint −40 °C.
Les deux chercheurs imaginèrent donc que laisser tomber de la glace sèche dans un nuage pourrait favoriser la glaciation. Le 13 novembre 1946, Schaefer survola un banc de stratus formé de gouttelettes surfondues au-dessus de Pittsfield (Massachusetts), et y jeta de l'avion deux kilos de glace sèche finement pilée. En cinq minutes, des flocons de neige se formèrent dans la partie du nuage ensemencée et tombèrent d'environ 1 000 mètres avant de s'évaporer dans l'air plus chaud du dessous. Le nuage montrant un trou à l'endroit à l'endroit du largage. Pour prouver qu'il ne s'agissait pas d'un phénomène naturel, Langmuir et Scheafer firent un test ultérieur devant un groupe de personnes relâchant de la glace sèche pour découper le logo de la General Electric dans un banc de stratus,.

### Projet Cirrus et Munitalp
Au groupe de Langmuir et Schaefer se joignit d’un troisième scientifique, Bernard Vonnegut, qui identifia des formules chimiques ayant la même structure cristalline que la glace, pensant que l’eau gèlerait à température plus basse sur quelque chose qui lui ressemblait. C'est ainsi qu'ils découvrirent que l'iodure d'argent était un bon agent glaciogène. GE ayant obtenu des fonds du gouvernement américain pour l'ensemencement des nuages grâce à ces travaux, Schaefer devint le coordinateur de la section laboratoire du projet Cirrus. Ce projet consista à ensemencer les nuages grâce à des avions de la US Navy et de la USAF dans la région de Schenectady, à Porto Rico et au Nouveau-Mexique. Le rapport final de ce projet fut rendu public en 1953.
Schaefer fut approché à la fin du projet par Vernon Crudge pour joindre le programme de météorologie expérimentale à la fondation Munitalp. Il y travailla, entre autres, avec le service forestier des États-Unis au projet Skyfire. Il s'agissait d'ensemencement les orages dans les montagnes Rocheuses afin de voir les effets sur la production de foudre qui cause les feux de forêt. Schaefer travailla à Munitlap jusqu'en 1958 mais demeura un de leurs consultants durant plusieurs années après cela.

### Éducateur et consultant
Après avoir quitté Munitalp, Schaefer se tourna vers l'éducation scientifique tout en demeurant consultant pour des firmes privés, le gouvernement américain et différentes universités. Il travailla avec l'American Meteorological Society et la Natural Science Foundation à des programmes éducatifs sur l'expérimentation in situ. De 1959 à 1961, Schaefer devint directeur de l’Atmospheric Science Center de Loomis au Connecticut. De 1962 à 1968, il devint directeur de l’Atmospheric Sciences Research Center (ASRC) de l'université d'État de New York à Albany. Schaefer prit sa retraite en 1976.